# Luke Wilkshire
Luke Wilkshire (Wollongong (New South Wales), 2 oktober 1981) is een voormalig Australische voetballer die bij voorkeur als verdediger speelde. Hij tekende in juli 2017 een contract bij Sydney FC, dat hem transfervrij overnam van Dinamo Moskou. Een jaar later verkaste hij transfervrij naar Wollongong Wolves, waar hij nog datzelfde jaar zijn actieve spelersloopbaan beëindigde en de functie van hooftrainer op zich nam. Wilkshire speelde van 2004 tot en met 2014 bijna tachtig interlands en scoorde acht keer voor het Australisch voetbalelftal.

## Carrière
Wilkshire vertrok op 17-jarige leeftijd naar Engeland om daar aan de slag te gaan bij Middlesbrough. Na daar een aantal seizoenen onder contract te hebben gestaan vertrok hij in 2003 naar Bristol City dat een divisie lager uitkwam om daar meer speeltijd te krijgen.
In oktober van 2004 maakte hij zijn debuut voor het nationale elftal van Australië in de wedstrijd tegen de Salomonseilanden om de OFC Nations Cup die met 5-1 gewonnen werd.
Hij stond eind juli 2006 in de belangstelling van FC Twente, op advies van zijn voormalige bondscoach Guus Hiddink, waar hij een succesvolle stage had afgewerkt. De club uit Enschede nam hem daarna over van Bristol City.
In de zomer van 2008 verliet hij FC Twente voor Dinamo Moskou, waar hij na zes seizoenen in de zomer van 2014 vertrok naar Feyenoord. Daar tekende hij een contract voor een jaar met een optie voor nog een jaar. Feyenoord lichtte die optie in april 2015. Op 2 april 2015 werd bekend dat hij nog een jaar bij Feyenoord zou blijven, maar ruim vier maanden later maakte de club bekend dat zijn contract per direct was ontbonden nadat de Australiër in de voorbereiding op het seizoen 2015/16 het zicht op voldoende speeltijd onder trainer Giovanni van Bronckhorst was kwijtgeraakt. In november van dat jaar tekende hij een contract voor een jaar met een optie op nog een jaar bij FK Terek Grozny, dat inging in januari 2016.

## Clubstatistieken
| Seizoen | Club          | Competitie     | Duels | Goals |
| ------- | ------------- | -------------- | ----- | ----- |
| 2001/02 | Middlesbrough | Premier League | 7     | 0     |
| 2002/03 | Middlesbrough | Premier League | 14    | 0     |
| 2003/04 | Bristol City  | League One     | 37    | 2     |
| 2004/05 | Bristol City  | League One     | 37    | 10    |
| 2005/06 | Bristol City  | League One     | 36    | 5     |
| 2006/07 | FC Twente     | Eredivisie     | 28    | 2     |
| 2007/08 | FC Twente     | Eredivisie     | 31    | 3     |
| 2008    | Dinamo Moskou | Premjer-Liga   | 11    | 2     |
| 2009    | Dinamo Moskou | Premjer-Liga   | 27    | 0     |
| 2010    | Dinamo Moskou | Premjer-Liga   | 26    | 0     |
| 2011/12 | Dinamo Moskou | Premjer-Liga   | 39    | 0     |
| 2012/13 | Dinamo Moskou | Premjer-Liga   | 17    | 0     |
| 2013/14 | Dinamo Moskou | Premjer-Liga   | 23    | 0     |
| 2014/15 | Feyenoord     | Eredivisie     | 16    | 0     |
| 2015/16 | Terek Grozny  | Premjer-Liga   | 6     | 0     |
| 2016/17 | Dinamo Moskou | FNL            | 6     | 0     |
| 2017/18 | Sydney FC     | A-League       | 25    | 1     |
| Totaal  | Totaal        | Totaal         | 366   | 24    |

Tabel is volledig bijgewerkt nadat Wilkshire zijn actieve loopbaan heeft beëindigd.

## Interlandcarrière
Op 8 oktober 2010 maakte Luke Wilkshire zijn debuut in de selectie van Frank Farina voor het Australisch voetbalelftal in de wedstrijd tegen de Salomoneilanden. Hij viel in deze wedstrijd, die door Australië met 1-5 werd gewonnen, in de 60ste minuut in.
| Interlands van Luke Wilkshire voor Australië | Interlands van Luke Wilkshire voor Australië | Interlands van Luke Wilkshire voor Australië | Interlands van Luke Wilkshire voor Australië | Interlands van Luke Wilkshire voor Australië | Interlands van Luke Wilkshire voor Australië | Interlands van Luke Wilkshire voor Australië |
| №                                            | Datum                                        | Wedstrijd                                    | Uitslag                                      | Soort wedstrijd                              | Doelpunten                                   |                                              |
| Als speler bij Bristol City FC               | Als speler bij Bristol City FC               | Als speler bij Bristol City FC               | Als speler bij Bristol City FC               | Als speler bij Bristol City FC               | Als speler bij Bristol City FC               | Als speler bij Bristol City FC               |
| -------------------------------------------- | -------------------------------------------- | -------------------------------------------- | -------------------------------------------- | -------------------------------------------- | -------------------------------------------- | -------------------------------------------- |
| 1.                                           | 8 oktober 2004                               | Salomonseilanden – Australië                 | 1 – 5                                        | OFC Nations Cup 2004                         |                                              |                                              |
| 2.                                           | 11 oktober 2004                              | Australië – Salomonseilanden                 | 6 – 0                                        | OFC Nations Cup 2004                         |                                              |                                              |
| 3.                                           | 6 september 2005                             | Salomonseilanden – Australië                 | 1 – 2                                        | Kwalificatie WK 2006                         |                                              |                                              |
| 4.                                           | 9 februari 2005                              | Zuid-Afrika – Australië                      | 1 – 1                                        | Vriendschappelijk                            |                                              |                                              |
| 5.                                           | 29 maart 2005                                | Australië – Indonesië                        | 3 – 0                                        | Vriendschappelijk                            |                                              |                                              |
| 6.                                           | 9 oktober 2005                               | Australië – Jamaica                          | 5 – 0                                        | Vriendschappelijk                            |                                              |                                              |
| 7.                                           | 25 mei 2006                                  | Australië – Griekenland                      | 1 – 0                                        | Vriendschappelijk                            |                                              |                                              |
| 8.                                           | 4 juni 2006                                  | Nederland – Australië                        | 1 – 1                                        | Vriendschappelijk                            |                                              |                                              |
| 9.                                           | 12 juni 2006                                 | Australië – Japan                            | 3 – 1                                        | WK 2006                                      |                                              |                                              |
| 10.                                          | 26 juni 2006                                 | Italië – Australië                           | 1 – 0                                        | WK 2006                                      |                                              |                                              |
| Als speler bij FC Twente                     |                                              |                                              |                                              |                                              |                                              |                                              |
| 11.                                          | 14 november 2006                             | Australië – Ghana                            | 1 – 1                                        | Vriendschappelijk                            |                                              |                                              |
| 12.                                          | 24 maart 2007                                | China – Australië                            | 0 – 2                                        | Vriendschappelijk                            |                                              |                                              |
| 13.                                          | 2 juni 2007                                  | Australië – Uruguay                          | 1 – 2                                        | Vriendschappelijk                            |                                              |                                              |
| 14.                                          | 30 juni 2007                                 | Singapore – Australië                        | 0 – 3                                        | Vriendschappelijk                            |                                              |                                              |
| 15.                                          | 8 juli 2007                                  | Australië – Oman                             | 1 – 1                                        | Asia Cup 2007                                |                                              |                                              |
| 16.                                          | 13 juli 2007                                 | Irak – Australië                             | 3 – 1                                        | Asia Cup 2007                                |                                              |                                              |
| 17.                                          | 16 juli 2007                                 | Thailand – Australië                         | 0 – 4                                        | Asia Cup 2007                                |                                              |                                              |
| 18.                                          | 11 september 2007                            | Australië – Argentinië                       | 1 – 0                                        | Vriendschappelijk                            |                                              |                                              |
| 19.                                          | 17 november 2007                             | Australië – Nigeria                          | 1 – 0                                        | Vriendschappelijk                            |                                              |                                              |
| 20.                                          | 6 februari 2008                              | Australië – Qatar                            | 3 – 0                                        | Kwalificatie WK 2010                         |                                              |                                              |
| 21.                                          | 26 maart 2008                                | China – Australië                            | 0 – 0                                        | Kwalificatie WK 2010                         |                                              |                                              |
| 22.                                          | 1 juni 2008                                  | Australië – Irak                             | 1 – 0                                        | Kwalificatie WK 2010                         |                                              |                                              |
| 23.                                          | 7 juni 2008                                  | Irak – Australië                             | 1 – 0                                        | Kwalificatie WK 2010                         |                                              |                                              |
| 24.                                          | 14 juni 2008                                 | Qatar – Australië                            | 1 – 3                                        | Kwalificatie WK 2010                         |                                              |                                              |
| 25.                                          | 19 augustus 2008                             | Australië – Zuid-Afrika                      | 2 – 2                                        | Vriendschappelijk                            |                                              |                                              |
| Als speler bij FC Dinamo Moskou              |                                              |                                              |                                              |                                              |                                              |                                              |
| 26.                                          | 6 september 2008                             | Nederland – Australië                        | 1 – 2                                        | Vriendschappelijk                            |                                              |                                              |
| 27.                                          | 10 september 2008                            | Oezbekistan – Australië                      | 0 – 1                                        | Kwalificatie WK 2010                         |                                              |                                              |
| 28.                                          | 15 oktober 2008                              | Australië – Qatar                            | 4 – 0                                        | Kwalificatie WK 2010                         |                                              |                                              |
| 29.                                          | 19 november 2008                             | Bahrein – Australië                          | 0 – 1                                        | Kwalificatie WK 2010                         |                                              |                                              |
| 30.                                          | 11 februari 2009                             | Japan – Australië                            | 0 – 0                                        | Kwalificatie WK 2010                         |                                              |                                              |
| 31.                                          | 1 april 2009                                 | Australië – Oezbekistan                      | 2 – 0                                        | Kwalificatie WK 2010                         |                                              |                                              |
| 32.                                          | 10 juni 2009                                 | Australië – Bahrein                          | 2 – 0                                        | Kwalificatie WK 2010                         |                                              |                                              |
| 33.                                          | 12 augustus 2009                             | Ierland – Australië                          | 0 – 3                                        | Vriendschappelijk                            |                                              |                                              |
| 34.                                          | 10 oktober 2009                              | Australië – Nederland                        | 0 – 0                                        | Vriendschappelijk                            |                                              |                                              |
| 35.                                          | 14 oktober 2009                              | Australië – Oman                             | 1 – 0                                        | Kwalificatie Asian Cup 2011                  |                                              |                                              |
| 36.                                          | 14 november 2009                             | Oman – Australië                             | 1 – 2                                        | Kwalificatie Asian Cup 2011                  | 43'                                          |                                              |
| 37.                                          | 6 januari 2010                               | Koeweit – Australië                          | 2 – 2                                        | Kwalificatie Asian Cup 2011                  | 3'                                           |                                              |
| 38.                                          | 3 maart 2010                                 | Australië – Indonesië                        | 1 – 0                                        | Kwalificatie Asian Cup 2011                  |                                              |                                              |
| 39.                                          | 1 juni 2010                                  | Australië – Denemarken                       | 1 – 0                                        | Vriendschappelijk                            |                                              |                                              |
| 40.                                          | 5 juni 2010                                  | Verenigde Staten – Australië                 | 3 – 1                                        | Vriendschappelijk                            |                                              |                                              |
| 41.                                          | 13 juni 2010                                 | Duitsland – Australië                        | 4 – 0                                        | WK 2010                                      |                                              |                                              |
| 42.                                          | 19 juni 2010                                 | Ghana – Australië                            | 1 – 1                                        | WK 2010                                      |                                              |                                              |
| 43.                                          | 23 juni 2010                                 | Australië – Servië                           | 2 – 1                                        | WK 2010                                      |                                              |                                              |
| 44.                                          | 11 augustus 2010                             | Slovenië – Australië                         | 2 – 0                                        | Vriendschappelijk                            |                                              |                                              |
| 45.                                          | 3 september 2010                             | Zwitserland – Australië                      | 0 – 0                                        | Vriendschappelijk                            |                                              |                                              |
| 46.                                          | 7 september 2010                             | Polen – Australië                            | 1 – 2                                        | Vriendschappelijk                            | 26' (pen.)                                   |                                              |
| 47.                                          | 9 oktober 2010                               | Australië – Paraguay                         | 1 – 0                                        | Vriendschappelijk                            |                                              |                                              |
| 48.                                          | 17 november 2010                             | Egypte – Australië                           | 3 – 0                                        | Vriendschappelijk                            |                                              |                                              |
| 49.                                          | 5 januari 2011                               | Verenigde Arabische Emiraten – Australië     | 0 – 0                                        | Vriendschappelijk                            |                                              |                                              |
| 50.                                          | 10 januari 2011                              | India – Australië                            | 0 – 4                                        | Asian Cup 2011                               |                                              |                                              |
| 51.                                          | 14 januari 2011                              | Australië – Zuid-Korea                       | 1 – 1                                        | Asian Cup 2011                               |                                              |                                              |
| 52.                                          | 22 januari 2011                              | Australië – Irak                             | 1 – 0 (n.v.)                                 | Asian Cup 2011                               |                                              |                                              |
| 53.                                          | 25 januari 2011                              | Oezbekistan – Australië                      | 0 – 6                                        | Asian Cup 2011                               |                                              |                                              |
| 54.                                          | 29 januari 2011                              | Japan – Australië                            | 1 – 0 (n.v.)                                 | Asian Cup 2011                               |                                              |                                              |
| 55.                                          | 29 maart 2011                                | Duitsland – Australië                        | 1 – 2                                        | Vriendschappelijk                            | 64' (pen.)                                   |                                              |
| 56.                                          | 5 juni 2011                                  | Australië – Nieuw-Zeeland                    | 3 – 0                                        | Vriendschappelijk                            |                                              |                                              |
| 57.                                          | 7 juni 2011                                  | Australië – Servië                           | 0 – 0                                        | Vriendschappelijk                            |                                              |                                              |
| 58.                                          | 10 augustus 2011                             | Wales – Australië                            | 1 – 2                                        | Vriendschappelijk                            |                                              |                                              |
| 59.                                          | 2 september 2011                             | Australië – Thailand                         | 2 – 1                                        | Kwalificatie WK 2014                         |                                              |                                              |
| 60.                                          | 6 september 2011                             | Saoedi-Arabië – Australië                    | 1 – 3                                        | Kwalificatie WK 2014                         | 77' (pen.)                                   |                                              |
| 61.                                          | 7 oktober 2011                               | Australië – Maleisië                         | 5 – 0                                        | Vriendschappelijk                            | 3'                                           |                                              |
| 62.                                          | 11 oktober 2011                              | Australië – Oman                             | 3 – 0                                        | Kwalificatie WK 2014                         |                                              |                                              |
| 63.                                          | 11 november 2011                             | Oman – Australië                             | 1 – 0                                        | Kwalificatie WK 2014                         |                                              |                                              |
| 64.                                          | 15 november 2011                             | Thailand – Australië                         | 0 – 1                                        | Kwalificatie WK 2014                         |                                              |                                              |
| 65.                                          | 2 juni 2012                                  | Denemarken – Australië                       | 2 – 0                                        | Vriendschappelijk                            |                                              |                                              |
| 66.                                          | 8 juni 2012                                  | Oman – Australië                             | 0 – 0                                        | Kwalificatie WK 2014                         |                                              |                                              |
| 67.                                          | 12 juni 2012                                 | Australië – Japan                            | 1 – 1                                        | Kwalificatie WK 2014                         | 70' (pen.)                                   |                                              |
| 68.                                          | 15 augustus 2012                             | Schotland – Australië                        | 3 – 1                                        | Vriendschappelijk                            |                                              |                                              |
| 69.                                          | 6 september 2012                             | Libanon – Australië                          | 0 – 3                                        | Vriendschappelijk                            |                                              |                                              |
| 70.                                          | 11 september 2012                            | Jordanië – Australië                         | 2 – 1                                        | Kwalificatie WK 2014                         |                                              |                                              |
| 71.                                          | 16 oktober 2012                              | Irak – Australië                             | 1 – 2                                        | Kwalificatie WK 2014                         |                                              |                                              |
| 72.                                          | 6 februari 2013                              | Roemenië – Australië                         | 3 – 2                                        | Vriendschappelijk                            | 45' (pen.)                                   |                                              |
| 73.                                          | 26 maart 2013                                | Australië – Oman                             | 2 – 2                                        | Kwalificatie WK 2014                         |                                              |                                              |
| 74.                                          | 4 juni 2013                                  | Japan – Australië                            | 1 – 1                                        | Kwalificatie WK 2014                         |                                              |                                              |
| 75.                                          | 11 juni 2013                                 | Australië – Jordanië                         | 4 – 0                                        | Kwalificatie WK 2014                         |                                              |                                              |
| 76.                                          | 18 juni 2013                                 | Australië – Irak                             | 1 – 0                                        | Kwalificatie WK 2014                         |                                              |                                              |
| 77.                                          | 11 oktober 2013                              | Frankrijk – Australië                        | 6 – 0                                        | Vriendschappelijk                            |                                              |                                              |
| 78.                                          | 26 mei 2014                                  | Australië – Zuid-Afrika                      | 1 – 1                                        | Vriendschappelijk                            |                                              |                                              |

Tabel is volledig bijgewerkt nadat Wilkshire zijn internationale loopbaan heeft beëindigd.

## Erelijst
- OFC Nations Cup: 2004 (Australië)